# モノカルチャー
モノカルチャー（英語: Monoculture）とは、直訳するとmono（単一）のculture（栽培/文化）であり、多くの事は農作物を生産する農業の形態を指す。そのような農業形態は単作（たんさく）とも呼ばれる。また、単一の産品や産業に依存した経済をモノカルチャー経済と言うことがある。

## 概要

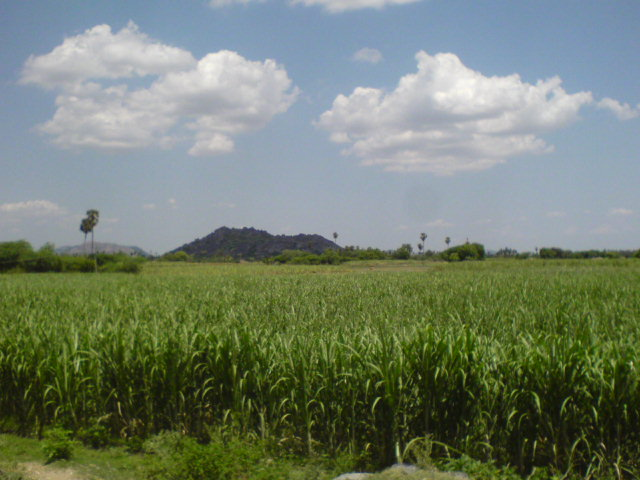
広大なサトウキビのプランテーション（インド）

モノカルチャーの農業形態は、植民地化された土地で、支配国で需要の高い農作物を集中的に生産させた事（プランテーション）が始まりである。例えば、オランダ領東インド（現在のインドネシア）における商品作物の強制栽培制度が挙げられる。これにより、支配国は効率良く、支配国が欲する農作物を得ることができた。代表的な作物にサトウキビ、天然ゴム、紅茶の茶葉、カカオ、コーヒー豆などがある。多くは主食たりえないものであり、農地は商品作物の栽培工場と化し、現地住民は商品生産の労働力として経済の中に組み込まれて食糧の自給能力を失った。これが飢餓の発生原因の1つともなった。
また、特定の産業に力を入れたために、それ以外の産業が発達しなかった。多くの旧植民地は独立後、様々な産業を発達させる努力をしているものの、そのために必要な資金を得るために植民地時代の輸出品に頼らないといけない国もあり、モノカルチャーへの依存から脱却できていないことが多い。
一方で、モノカルチャー経済と呼ばれる国家においては、そもそも輸出用作物の経済に占める割合が少なく、大半は自給用作物の生産であって、ただ経済が弱体で他に輸出品目が無く、輸出作物が1品目に片寄っているために、見かけ上モノカルチャー化しているように見えるだけの場合もあるとの指摘がなされている。
この他、1944年にメキシコで実施された緑の革命もモノカルチャーである。大量の作物を生産する事が出来るので、食糧増産ができると見込まれたのであった。ここで栽培されたのは、トウモロコシなどの穀物である。しかし、短期的には収量の増加が達成できても、持続可能な農法ではなかった。

## メリット
- 複数の作物を栽培・収穫・出荷する事に比べて、単一の農作物を栽培・収穫・出荷する事は、技術的にも単一で済む。栽培に必要な物資も一括購入できる。さらに、規格化して大規模化も行いやすい。
- モノカルチャーの商品の取引価格が高値であれば、効率良く収益を上げられる。
- 企業が安値で規格の揃った作物を安定して得るための仕組みとして利用できる。どこも同じ作物を出荷するために付加価値が付きにくく、安く買い叩ける。

## デメリット
- モノカルチャーの商品を買い付ける側のメリットが多い反面、栽培する者が充分な収入を得られず貧富の差が顕著に現れるなど、多くの問題が露呈している。
- 効率よく利益を得られる事から、従来の品種の消滅に拍車がかかり、生物多様性が失われる。
- 生産体制の均一化が起こり、生産国の伝統文化が失われてしまう危険性が高い。
- 大規模な田畑を生み出すための森林伐採による保水力低下や、焼畑農業に伴う土壌流出、焼畑農業のサイクル短縮に伴う地力の低下、また連作によっても地力が疲弊し、さらに風食や沙漠化なども引き起こしている。
- 不適切に大規模な灌漑が行われた場合、河川の断流や、耕作地の土壌における塩類集積などを引き起こしている。
- 天災や病害虫異常発生などによって、全滅してしまった場合のリスクが高い。単一種の栽培であるため、常にこのリスクがつきまとう。参考までに、19世紀半ばにはアイルランドで食糧として頼っていたジャガイモに病気が蔓延し、収量が激減したことによって多数の餓死者を出して人口流出の要因ともなった、いわゆるジャガイモ飢饉が発生した。天明の大飢饉に代表される、日本の東北地方での稲作冷害飢饉もその一例である。
- 国際市場での価格変動に国民経済が左右される。たとえばある作物の価格が下落すると、その作物に依存した国の経済や国民の収入は打撃を受ける。
  - 自然食品の価格高騰のあおりを受けて、入手がしやすいデンプン・脂質中心の加工食品へ食生活が偏っていった結果による症状問題。